# Euchalcia orophasma
Euchalcia orophasma är en fjärilsart som beskrevs av Charles Boursin 1960. Euchalcia orophasma ingår i släktet Euchalcia och familjen nattflyn. Inga underarter finns listade i Catalogue of Life.